# Мерфи, Чарли
Ча́рльз Куи́нтон «Чарли» Ме́рфи (англ. Charles Quinton «Charlie» Murphy; 12 июля 1959, Бруклин, Нью-Йорк, США — 12 апреля 2017, Нью-Йорк, США) — американский актёр, комик и сценарист. Старший брат актёра Эдди Мерфи.

## Биография
Его мать, Лиллиан Мерфи, была телефонным оператором, а его отец, Чарльз Эдвард Мерфи, был офицером транзитной полиции, актером и комиком.
Подростком провел десять месяцев в тюрьме. В 1978 году был освобожден из тюрьмы и зачислен в ВМС США, в составе которых служил в течение 6 лет в качестве котельного техника.
Приобрёл известность по таким фильмам и сериалам, как «Ночь в музее», «Звёзды бара» и «1000 способов умереть». Актёр сериала «Шоу Шаппелла». Чарли также известен по своей работе с младшим братом Эдди Мерфи.
12 августа 1997 года женился на Тише Тейлор. У супругов родилось двое совместных детей — сын Ксавьер (род. 1998/9) и дочь Эва (род. 2005/6). У Мерфи также был ребёнок от предыдущих отношений. 13 декабря 2009 года Тиша скончалась от рака шейки матки.
Умер 12 апреля 2017 года в Нью-Йорке от последствий лейкемии.

## Избранная фильмография
Актёр
| Год       |    | Русское название                                | Оригинальное название                           | Роль                  |
| --------- | -- | ----------------------------------------------- | ----------------------------------------------- | --------------------- |
| 1989      | с  | Ночи Гарлема                                    | Harlem Nights                                   | Джимми                |
| 1990      | ф  | Блюз о лучшей жизни                             | Mo' Better Blues                                | Эгги                  |
| 1991      | ф  | Тропическая лихорадка                           | Jungle Fever                                    | Livin' Large          |
| 1993      | ф  | СиБи 4: Четвёртый подряд                        | CB4                                             | Гасто                 |
| 1998      | ф  | Стриптиз-клуб                                   | The Players Club                                | Бруклин               |
| 2004      | ки | Grand Theft Auto: San Andreas                   | Grand Theft Auto: San Andreas                   | Джиззи Би             |
| 2005      | ф  | Роллеры                                         | Roll Bounce                                     | Виктор                |
| 2005—2010 | мс | Гетто                                           | The Boondocks                                   | Эд Уанклер-третий     |
| 2006      | ки | Marc Ecko’s Getting Up: Contents Under Pressure | Marc Eckō's Getting Up: Contents Under Pressure | Белый Майк            |
| 2006      | ф  | Ночь в музее                                    | Night at the Museum                             | таксист               |
| 2007      | ф  | Уловки Норбита                                  | Norbit                                          | Пёс Ллойд             |
| 2010      | ф  | Семейная свадьба                                | Our Family Wedding                              | Ти Джей               |
| 2010      | ф  | Лотерейный билет                                | Lottery Ticket                                  | «Семедж» (Джеймс)     |
| 2013      | с  | Гавайи 5.0                                      | Hawaii Five-0                                   | Дон МакКинни          |
| 2014—2015 | с  | Чёрный Иисус                                    | Black Jesus                                     | Виктор «Вик» Харгроув |
| 2016      | мс | Черепашки-ниндзя                                | Teenage Mutant Ninja Turtles                    | Беллибомб             |
| 2017      | с  | Власть в ночном городе                          | Power                                           | маршал Клайд Уильямс  |

Сценарист
- 1995 — «Вампир в Бруклине» / Vampire in Brooklyn
- 2007 — «Уловки Норбита» / Norbit